# كوينتانا ديل بيديو
بلدية كوينتانا ديل بيديو (بالإسبانية: Quintana del Pidio)‏, هي إحدى بلديات مقاطعة برغش, التي تقع في منطقة قشتالة وليون, والتي تقع في شمال غرب إسبانيا.
يبلغ عدد سكانها 188 نسمة وفقاً لإحصائية سنة (2002).